# Državna cesta D222
D222 je državna cesta u Hrvatskoj. Ukupna duljina iznosi 0,6 km.